# Slatinka nad Bebravou
Slatinka nad Bebravou este o comună slovacă, aflată în districtul Bánovce nad Bebravou din regiunea Trenčín. Localitatea se află la altitudinea de 285 m deasupra n.m., se întinde pe o suprafață de 9,54 km2 și în 2017 număra 188 de locuitori.

## Istoric
Localitatea Slatinka nad Bebravou este atestată documentar din 1332.

## Demografie
| An:                | 1994 | 2004    | 2014    | 2024   |
| ------------------ | ---- | ------- | ------- | ------ |
| Număr de persoane: | 252  | 216     | 191     | 196    |
| Diferență:         |      | −14,28% | −11,57% | +2,61% |

| An:                | 2023 | 2024   |
| ------------------ | ---- | ------ |
| Număr de persoane: | 204  | 196    |
| Diferență:         |      | −3,92% |